# ネイマン・ピアソンの補題
ネイマン・ピアソンの補題（ネイマン・ピアソンのほだい）とは、統計学的仮説検定に関する補題。
2つの仮説
H0: θ=θ0とH1: θ=θ1 
の間で仮説検定を行う際に、H1を支持しH0を排除するような、次に示す尤度比による尤度比検定：
{\displaystyle \Lambda (x)={\frac {L(x\mid \theta _{0})}{L(x\mid \theta _{1})}}\leq k}
（ただしここで {\displaystyle Pr(\Lambda (X)\leq k|H_{0})=\alpha } とする）が、サイズ（危険率、第一種過誤）{\displaystyle \alpha } の仮説検定の中で最もパワー（検出力）{\displaystyle 1-\beta }が大きい、というものである（{\displaystyle \beta }は第二種過誤）。{\displaystyle \theta _{0}}、{\displaystyle \theta _{1}}が単純仮説であれば一様最強力検定となる。
「αを決めておき、その中で検出力が最も大きい検定法を選択する」という方針をネイマン・ピアソンの基準という。この補題はその方法を具体的に与えるものである。ただしこの尤度比検定法が直接用いられるよりも、近似が用いられることが多い。

## 証明
（尤度は確率密度関数 {\displaystyle f} で与えられているものとする。また、この補題において構成される尤度比検定は、危険率が {\displaystyle \alpha } 以下のあらゆる検定法の中で検出力が最大となっていることを示す。）
ネイマン・ピアソンの補題における帰無仮説の棄却域は
{\displaystyle R_{NP}=\left\{x:{\frac {f(x\mid \theta _{0})}{f(x\mid \theta _{1})}}\leq k\right\}}
である。ここで {\displaystyle k} は {\displaystyle Pr(X\in R_{NP}|H_{0})=\alpha } となるようとった定数。
危険率が {\displaystyle \alpha } 以下の検定法を任意に取ってきて、その棄却域を {\displaystyle R_{A}} とする。
{\displaystyle \alpha =Pr(X\in R_{NP}|H_{0})\geq Pr(X\in R_{A}|H_{0}).}
任意の母数に対し、確率の値は次のような2項の和に分けることができる。
{\displaystyle {\begin{aligned}Pr(X\in R_{NP}|\theta )&=Pr(X\in R_{NP}\cap R_{A}|\theta )+Pr(X\in R_{NP}\cap R_{A}^{c}|\theta )\\Pr(X\in R_{A}|\theta )&=Pr(X\in R_{NP}\cap R_{A}|\theta )+Pr(X\in R_{NP}^{c}\cap R_{A}|\theta )\end{aligned}}}
{\displaystyle \theta =\theta _{0}} とすれば、
{\displaystyle Pr(X\in R_{NP}\cap R_{A}^{c}|H_{0})\geq Pr(X\in R_{NP}^{c}\cap R_{A}|H_{0})}
である。
それぞれの検定法の検出力は {\displaystyle Pr(X\in R_{NP}|H_{1})},  {\displaystyle Pr(X\in R_{A}|H_{1})} であるので
{\displaystyle Pr(X\in R_{NP}|H_{1})\geq Pr(X\in R_{A}|H_{1})}
を証明すれば良い。上記の等式よりこれは
{\displaystyle Pr(X\in R_{NP}\cap R_{A}^{c}|H_{1})\geq Pr(X\in R_{NP}^{c}\cap R_{A}|H_{1})}
と同値である。そこで以下、この不等式を示す。
{\displaystyle {\begin{aligned}Pr(X\in R_{NP}\cap R_{A}^{c}|H_{1})&=\int _{R_{NP}\cap R_{A}^{c}}f(x\mid \theta _{1})\,dx\\[4pt]&\geq {\frac {1}{k}}\int _{R_{NP}\cap R_{A}^{c}}f(x\mid \theta _{0})\,dx&&{\text{by definition of }}R_{NP}\\[4pt]&={\frac {1}{k}}Pr(X\in R_{NP}\cap R_{A}^{c}|H_{0})\\[4pt]&\geq {\frac {1}{k}}Pr(X\in R_{NP}^{c}\cap R_{A}|H_{0})\\[4pt]&={\frac {1}{k}}\int _{R_{NP}^{c}\cap R_{A}}f(x\mid \theta _{0})\,dx\\[4pt]&>\int _{R_{NP}^{c}\cap R_{A}}f(x\mid \theta _{1})\,dx&&{\text{by definition of }}R_{NP}\\[4pt]&=Pr(X\in R_{NP}^{c}\cap R_{A}|H_{1})\end{aligned}}}